# Виллер-ла-Шевр
Вилле́р-ла-Шевр (фр. Villers-la-Chèvre) — коммуна во французском департаменте Мёрт и Мозель региона Лотарингия. Относится к  кантону Лонгийон.	

## География
Виллер-ла-Шевр расположен в 60 км к северо-западу от Меца и в 100 км к северу от Нанси. Соседние коммуны: Горси на севере, Кон-э-Ромен на северо-востоке, Лекси на востоке, Реон и Кютри на юго-востоке, Кон-ла-Гранвиль на юге, Монтиньи-сюр-Шье и Френуа-ла-Монтань на юго-западе, Телланкур на западе, Сен-Панкре на северо-западе.

## История
- Коммуна входила в историческую провинцию Барруа.

## Демография
Население коммуны на 2010 год составляло 563 человека.
| 1962 | 1968 | 1975 | 1982 | 1990 | 1999 | 2010 |
| ---- | ---- | ---- | ---- | ---- | ---- | ---- |
| 170  | 179  | 188  | 284  | 389  | 488  | 563  |

## Достопримечательности

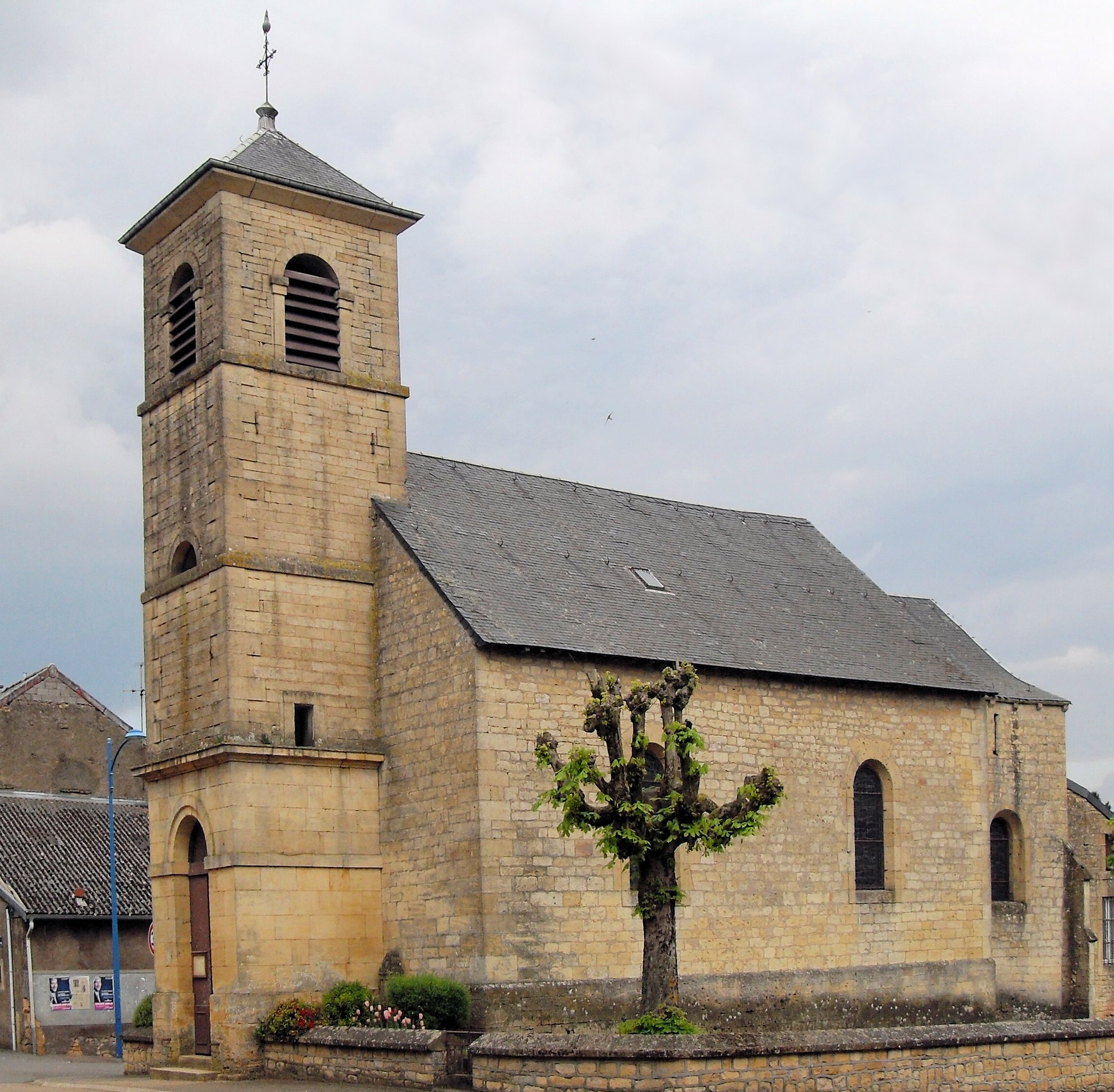
Церковь Сен-Этьен-э-Сен-Мишель.

- Церковь Сен-Этьен-э-Сен-Мишель, построена в XIII веке, хоры XVIII века, неф переделан в  1741 году. Колокольня церкви была сооружена в 1832-1836 годах.
- Часовня Нотр-Дам-де-Бон-Секур, называемая также Нотр-Дам-де-Вояжёр, построена в XIX веке.